# Amli-Schal
Ein Amli-Schal (von amli ‚bestickt‘, auch Amlikar genannt) ist ein gewebter Schal aus der Region Kaschmir, der bestickt ist.

## Eigenschaften
Amli-Schals sind meist einfarbig gewebt und bestehen aus Pashmina, Wolle oder Baumwolle. Der zu bestickende Schal wird auf einem Brett ausgelegt, geglättet und mit einem Muster versehen. Gelegentlich werden auch bunt gewebte Kani-Schals bestickt. Das Muster ist meist floral und wird durch Kohle- oder farbige Pulver von Papier auf den Schal übertragen. Das übertragene Muster wird anschließend per Platt-, Stiel- oder Kettenstich, gelegentlich auch per Hexenstich und Stopfen bestickt.

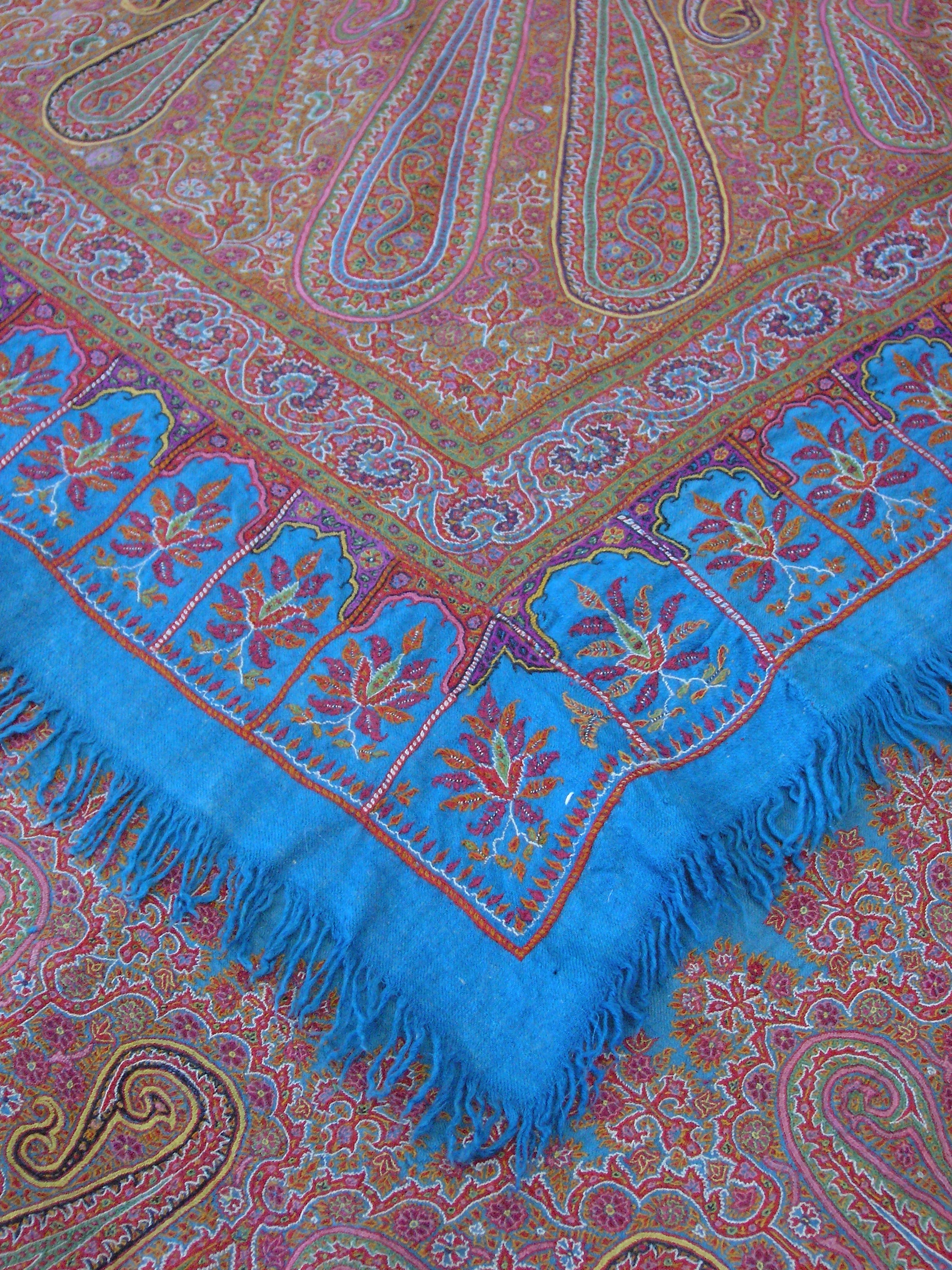
Amli-Schal Vorderseite
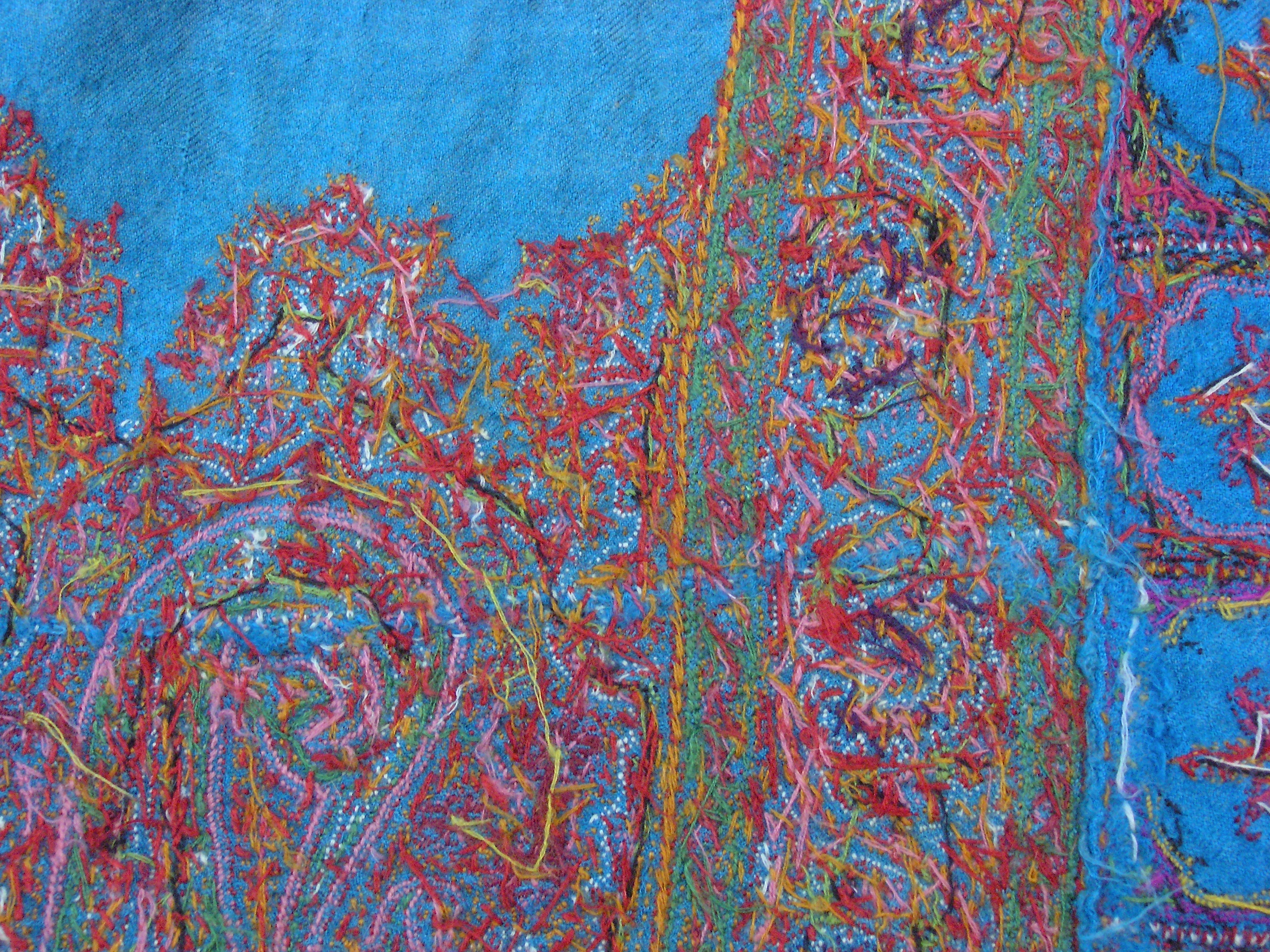
Amli-Schal Rückseite
Amli-Schal aus dem 19. Jahrhundert
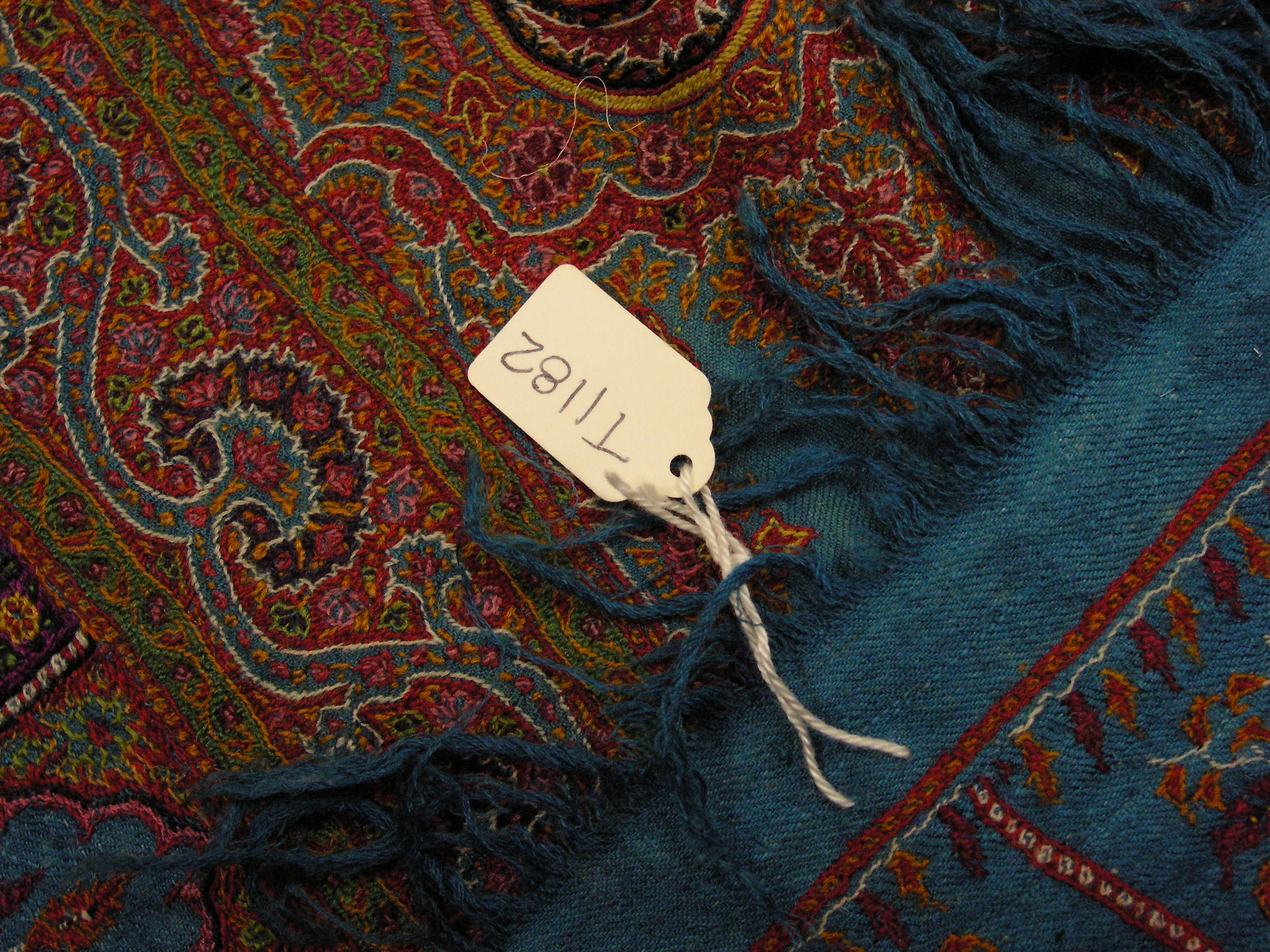
Amli-Schal in Twillbindung gewebt

## Geschichte
Amli-Schals wurden, entsprechend zwei unterschiedlichen Quellenangaben, vom Kaschmiri Saida Bana zwischen 1783 und 1785, oder 1803 vom Armenier Khoja Yusuf (auch Khawaja Yusuf oder Khwaja Yusef) aus Konstantinopel in Kaschmir entwickelt. Um eine gestiegene Nachfrage für indische Schals im 19. Jahrhundert zu bedienen, wurden vermehrt Amli-Schals statt der aufwändiger herzustellenden Kani-Schals produziert. Ab etwa 1860 sank die Nachfrage nach Amli-Schals aufgrund europäischer maschineller Massenproduktion auf Jacquard-Webstühlen und der geänderten Mode, wodurch bemusterte Schals weniger exklusiv wurden.